# Tavrija Simferopol
Tavrija Simferopol (Oekraïens: СК «Таврія» Сімферополь, Russisch: СК «Таврия» Симферополь, Krim-Tataars: SK «Tavriya» Aqmescit) was een Oekraïense voetbalclub uit Simferopol.
De club werd in 1958 opgericht als Avangard Simferopol en veranderde in 1963 zijn naam in Tavrija. De club speelde één seizoen in de hoogste klasse in de Sovjet-Unie. Na de onafhankelijkheid van Oekraïne werd de club meteen landskampioen en speelt sindsdien onafgebroken in de hoogste klasse.
Na de annexatie van de Krim door Rusland in 2014 heeft de Russische voetbalbond 3 clubs uit de Krim (waaronder Tavrija Simferopol) toegelaten tot de Russische competitie. De voetbalbond van Oekraïne heeft hiertegen protest aangetekend bij zowel de UEFA als de FIFA. Tavrija hield op te bestaan en het nieuw opgerichte TSK Simferopol ging in de Russische Tweede divisie spelen.

## Erelijst
SSR Oekraïne
- Kampioen

Winnaar: 1973, 1985, 1987, 1989,
Oekraïne
- Landskampioen

Winnaar: 1992
- Bekerwinnaar

Winnaar: 2010
Finalist: 1994

## In Europa
Uitslagen vanuit gezichtspunt Tavrija Simferopol
| Seizoen | Competitie       | Ronde | Land                 | Club                | Totaalscore   | 1e W      | 2e W       | PUC |
| ------- | ---------------- | ----- | -------------------- | ------------------- | ------------- | --------- | ---------- | --- |
| 1992/93 | Champions League | Q     | Vlag van Ierland     | Shelbourne FC       | 2-1           | 0-0 (U)   | 2-1 (T)    | 3.0 |
|         |                  | 1R    | Vlag van Zwitserland | FC Sion             | 2-7           | 1-4 (U)   | 1-3 (T)    | 3.0 |
| 2001    | Intertoto Cup    | 2R    | Vlag van Bulgarije   | Spartak Varna       | 5-2           | 3-0 R (U) | 2-2 (T)    | 0.0 |
|         |                  | 3R    | Vlag van Frankrijk   | Paris Saint-Germain | 0-5           | 0-1 (T)   | 0-4 (U)    | 0.0 |
| 2008    | Intertoto Cup    | 2R    | Vlag van Moldavië    | FC Tiraspol         | 3-1           | 0-0 (U)   | 3-1 (T)    | 0.0 |
|         |                  | 3R    | Vlag van Frankrijk   | Stade Rennais       | 1-1 (9-10 ns) | 0-1 (U)   | 1-0 nv (T) | 0.0 |
| 2010/11 | Europa League    | PO    | Vlag van Duitsland   | Bayer 04 Leverkusen | 1-6           | 0-3 (U)   | 1-3 (T)    | 0.0 |

Totaal aantal punten voor UEFA coëfficiënten: 3.0

## Bekende (oud)spelers
- Sendley Sidney Bito
- Zoerab Ionanidze